# 刈谷車站
刈谷車站（日语：／ Kariya eki */?）是由東海旅客鐵道（JR東海）與名古屋鐵道（名鐵）所共用的鐵路車站，位於日本愛知縣刈谷市櫻町一丁目，是東海道本線與名鐵三河線的交會車站。刈谷車站的站區分為兩部分，靠北側的部分由JR東海經營，而南側則是名鐵的站區，兩方的站區擁有分離的檢票口，中間以聯絡通道互相連結。
本站是在1888年隨東海道本線濱松至大府段通車而啟用。1914年三河鐵道線（今日的名鐵三河線）才在本站的附近設置車站，並命名為刈谷新車站（刈谷新駅），但實際上是兩個分離的車站。直到1927年，隸屬於三河鐵道的刈谷新車站轉移至日本國鐵的站區，正式合併為單一個車站，而三河鐵道線也在1941年時因被名古屋鐵道吞併的關係而更名為名鐵三河線。

## 車站

### JR東海
本站為島式月台2面4線的地面車站。設有跨站式站房，剪票口位於2樓。

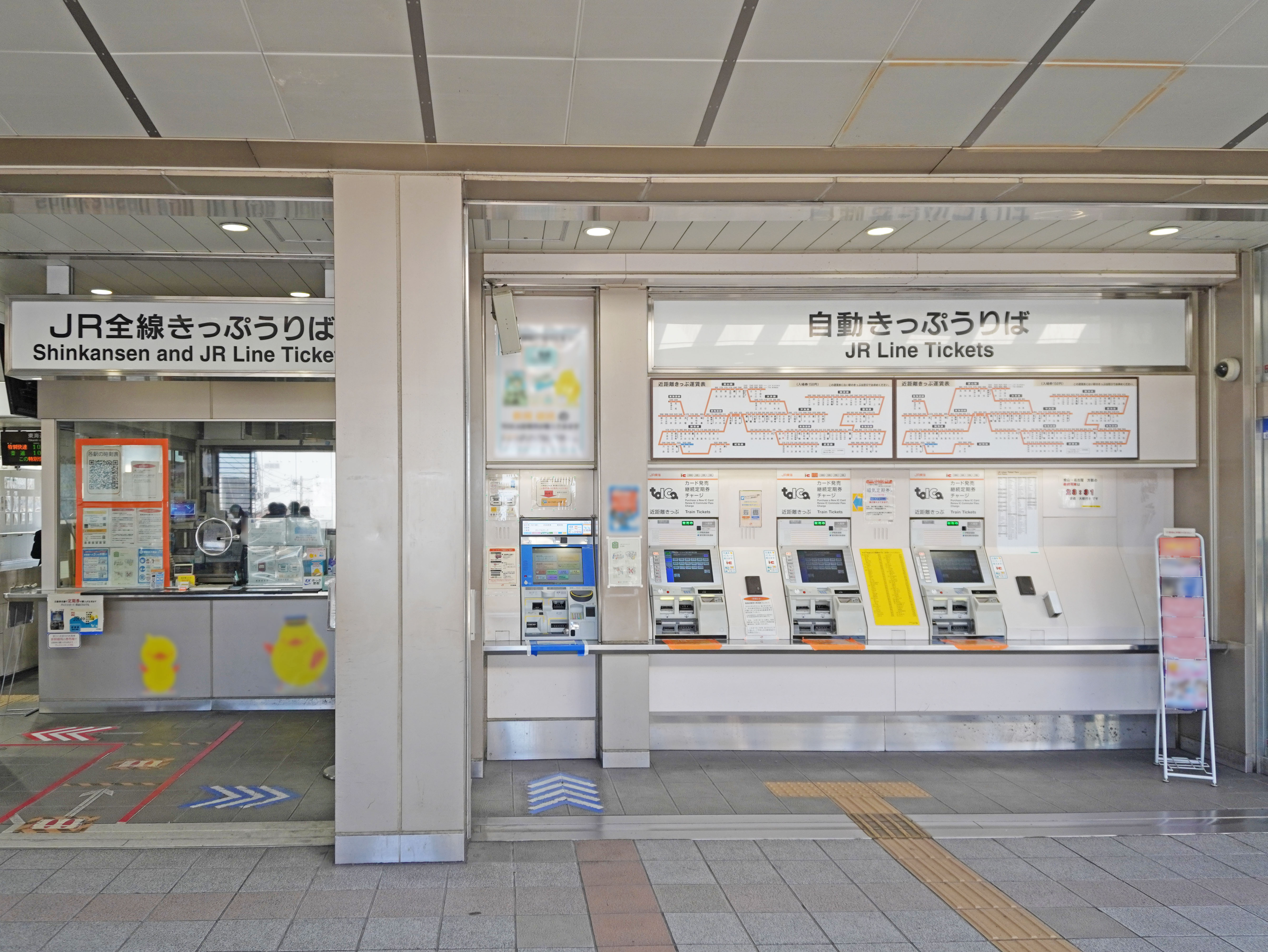
售票處（2022年11月）
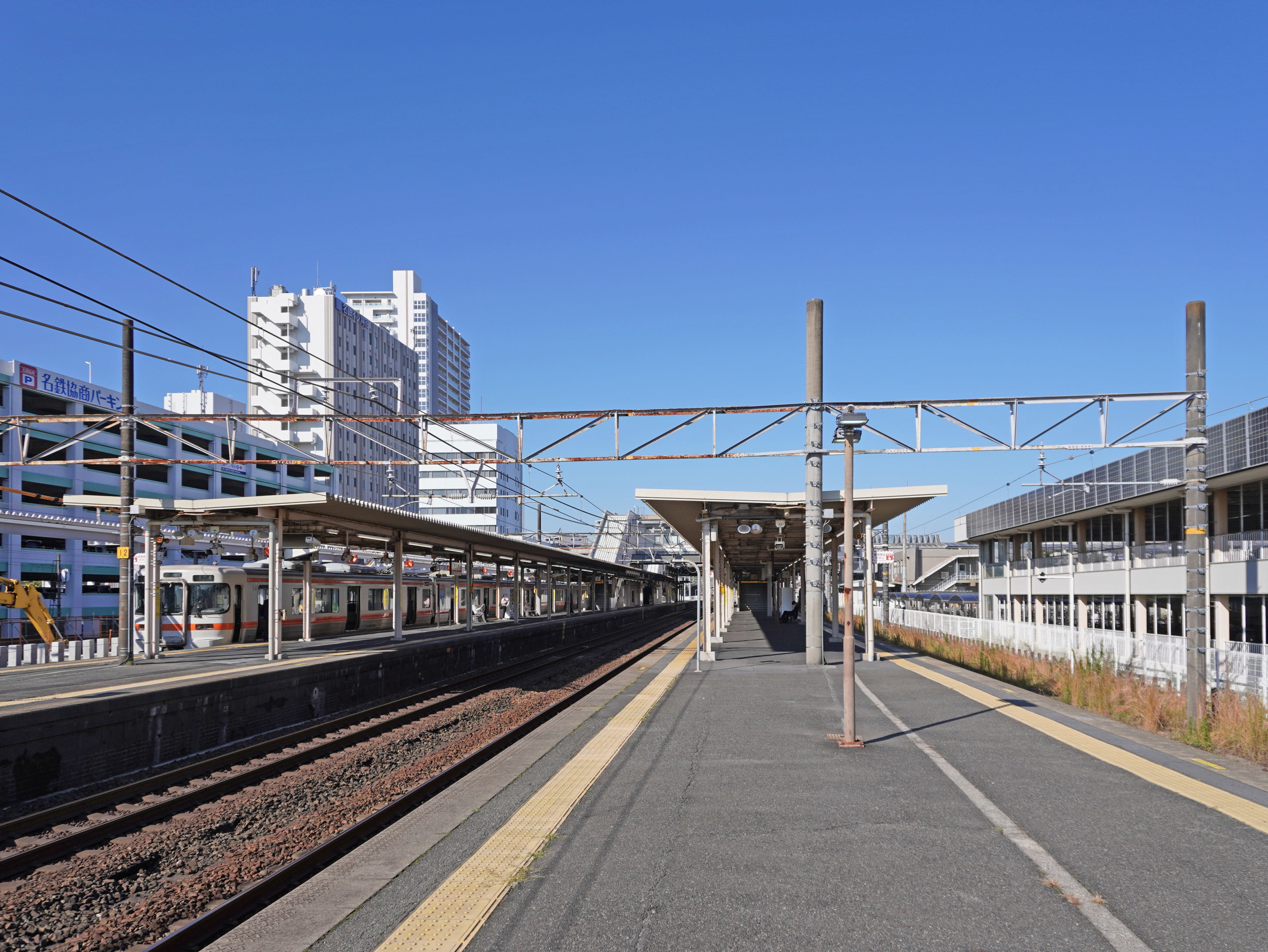
月台（2022年11月）
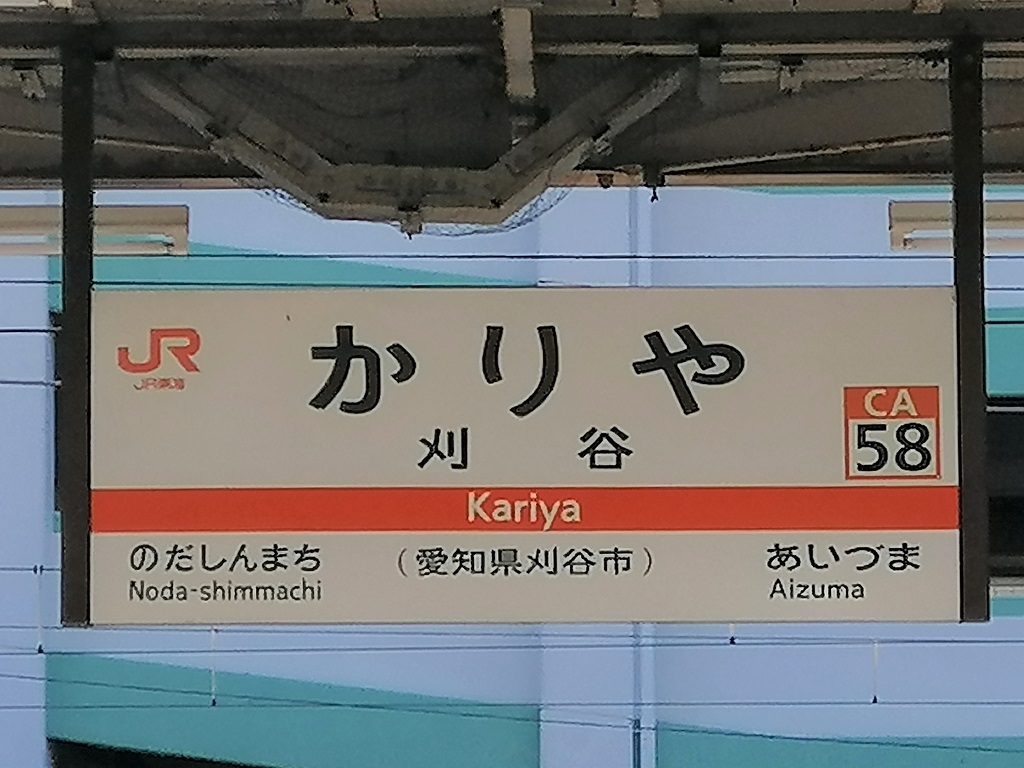
站名標（2020年12月）

#### 月台配置
| 月台 | 路線       | 方向 | 目的地           | 備註                        |
| ---- | ---------- | ---- | ---------------- | --------------------------- |
| 1、2 | 東海道本線 | 上行 | 岡崎、豐橋方向   |                             |
| 3、4 | 東海道本線 | 下行 | 名古屋、大垣方向 | 此站始發的列車於1號月台開出 |

### 名古屋鐵道
本站為島式月台1面2線的地面車站。月台長6節。

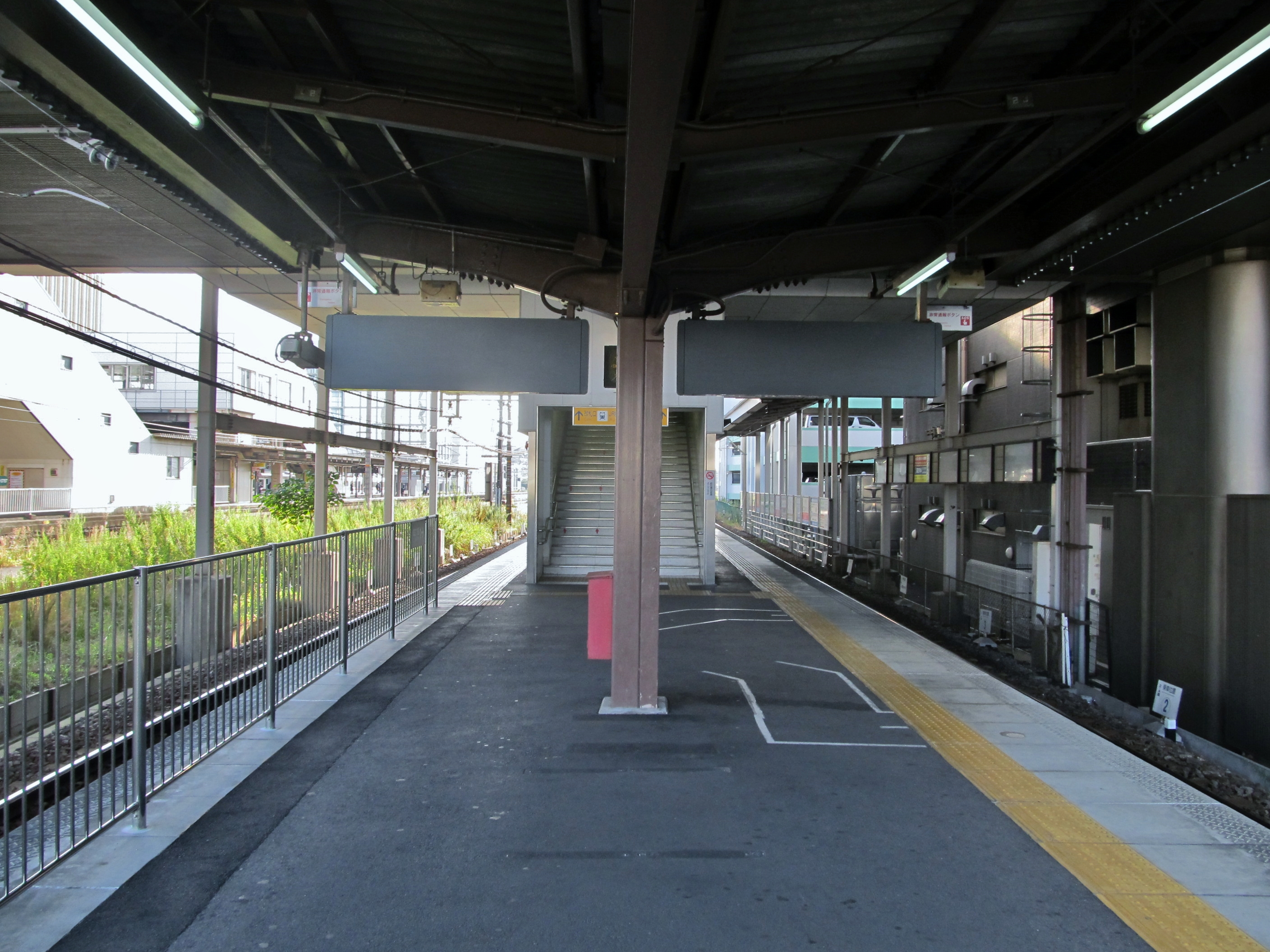
月台(2020年11月)

#### 月台配置
| 月台 | 路線   | 方向 | 目的地             |
| ---- | ------ | ---- | ------------------ |
| 1    | 三河線 | 下行 | 知立方向           |
| 2    | 三河線 | 上行 | 三河高濱、碧南方向 |

### 配線圖
|                                                | ↑ 三河高濱、碧南方向 |              |
| ← 岡崎、 豐橋方向                              | 刈谷站 構內配線略圖  | → 名古屋方向 |
|                                                | ↓ 知立方向           |              |
| 图例 参考文献： 黑線為東海道本線、紅線為三河線 |                      |              |

## 使用情況
根據『愛知縣統計年鑑』與『刈谷的統計』，JR與名鐵1日平均使用人數如下表。
| 年度               | JR東海           | 名鐵               |
| 年度               | 1日平均 上車人次 | 1日平均 上下車人次 |
| ------------------ | ---------------- | ------------------ |
| 1995年（平成07年） | 18,463           |                    |
| 1996年（平成08年） | 18,961           |                    |
| 1997年（平成09年） | 19,393           |                    |
| 1998年（平成10年） | 19,610           |                    |
| 1999年（平成11年） | 19,380           |                    |
| 2000年（平成12年） | 19,821           |                    |
| 2001年（平成13年） | 20,646           | 15,133             |
| 2002年（平成14年） | 21,383           | 15,418             |
| 2003年（平成15年） | 22,028           | 15,741             |
| 2004年（平成16年） | 23,014           | 16,237             |
| 2005年（平成17年） | 24,316           | 17,208             |
| 2006年（平成18年） | 25,624           | 18,893             |
| 2007年（平成19年） | 27,063           | 19,852             |
| 2008年（平成20年） | 28,297           | 21,131             |
| 2009年（平成21年） | 27,490           | 20,890             |
| 2010年（平成22年） | 28,071           | 21,080             |
| 2011年（平成23年） | 28,770           | 21,777             |
| 2012年（平成24年） | 29,915           | 22,859             |
| 2013年（平成25年） | 31,359           | 24,396             |
| 2014年（平成26年） | 31,918           | 24,803             |
| 2015年（平成27年） | 33,022           | 26,097             |
| 2016年（平成28年） | 33,916           | 26,711             |
| 2017年（平成29年） | 35,077           | 27,483             |
| 2018年（平成30年） | 36,033           | 28,123             |

## 相鄰車站
東海旅客鐵道
 東海道本線
■特別快速
安城（CA55）－刈谷（CA58）－金山（CA66）
■新快速、■快速、■區間快速
安城（CA55）－刈谷（CA58）－大府（CA60）
■普通
野田新町（CA57）－刈谷（CA58）－逢妻（CA59）
名古屋鐵道
 三河線
重原（MU01）－刈谷（MU02）－刈谷市（MU03）

### 來源
1. ↑  川島 2009，第12-13頁.

## 外部連結
- 刈谷 - 東海旅客鐵道
- 刈谷 - 名古屋鐵道